# Оцелень (Ясси)
Оцелень, Оцелені (рум. Oțeleni) — село у повіті Ясси в Румунії. Входить до складу комуни Оцелень.
Село розташоване на відстані 300 км на північ від Бухареста, 43 км на захід від Ясс.

## Населення
За даними перепису населення 2002 року у селі проживали 2575 осіб, з них 2572 особи (99,9%) румунів. Усі жителі села рідною мовою назвали румунську.